# Václav Bucháček
Václav Bucháček (* 2. Juni 1901 in Prag; † 14. August 1974) war ein tschechoslowakischer Schwimmer.

## Karriere
Bucháček nahm 1920 an den Olympischen Spielen in Antwerpen teil. Hier erreichte er im Wettbewerb über 100 m Freistil das Halbfinale.
Neben dem Schwimmsport war er im Wasserball für APK Praha und AC Sparta Praha aktiv.